# Sua cara
Sua cara è un singolo del gruppo musicale statunitense Major Lazer, pubblicato il 30 luglio 2017 come secondo estratto dal quarto EP Know No Better.
Il brano, che vede la partecipazione vocale dei cantanti brasiliani Anitta e Pabllo Vittar, è stato candidato per il Latin Grammy alla miglior interpretazione urban.

## Pubblicazione
Il leader dei Major Lazer, Diplo che ha più volte dichiarato di essere amante del funk brasiliano, si è sempre tenuto aggiornato sulle novità della scena discografica brasiliana. Il brano è stato registrato a febbraio 2017 subito dopo il carnevale brasiliano.

## Video musicale
Il 23 giugno 2017, Diplo ha pubblicato tramite il suo profilo Twitter alcuni scatti fotografici del video musicale: in uno di questi il produttore siede su una motocicletta con un abito e scarponi da motociclista e un paio di occhiali da sole in una posa sexy.
Il video musicale è stato reso disponibile il 30 luglio 2017 ed ha raggiunto in meno di un'ora 2,7 milioni di visualizzazioni su YouTube, al termine delle 24 ore è risultato essere il video giornaliero più visto, arrivando a superare le 25 milioni di visualizzazioni, numeri pari quasi al lancio di Hello di Adele. La clip è stata girata nella parte marocchina del deserto del Sahara.

## Tracce
Testi e musiche di Thomas Wesley Pentz, Rodrigo Pereira Vilela Antunes, Arthur Magno Simoes Marques, Pablo Luiz Bispo, Boaz de Jong, Giordano Ashruf, Rashid Badloe, Shareef Badloe, Larissa Machado, Umberto Tavares e Jefferson Junior.
Download digitale
1. Sua cara (feat. Anitta & Pabllo Vittar) – 2:47

Download digitale
1. En la cara (feat. Karol G) – 2:49

## Formazione
Musicisti
- Anitta – voce
- Pabllo Vittar – voce
- Boaz van de Beatz – strumentazione
- Jr Blender – strumentazione
- Afro Bros – strumentazione

Produzione
- Diplo – produzione
- Boaz van de Beatz – produzione, missaggio
- Jr Blender – produzione aggiuntiva, missaggio
- Mike Bell – mastering

## Classifiche

### Classifiche settimanali
| Classifica (2017) | Posizione massima |
| ----------------- | ----------------- |
| Brasile           | 49                |
| Portogallo        | 8                 |

### Classifiche di fine anno
| Classifica (2017) | Posizione |
| ----------------- | --------- |
| Brasile           | 5         |
| Portogallo        | 52        |
| Classifica (2018) | Posizione |
| Brasile           | 156       |